# Himalcoelotes sherpa
Himalcoelotes sherpa is een spinnensoort in de taxonomische indeling van de nachtkaardespinnen (Amaurobiidae).
Het dier behoort tot het geslacht Himalcoelotes. De wetenschappelijke naam van de soort werd voor het eerst geldig gepubliceerd in 1976 door Paolo Marcello Brignoli.